# Lichthof (Fotografie)

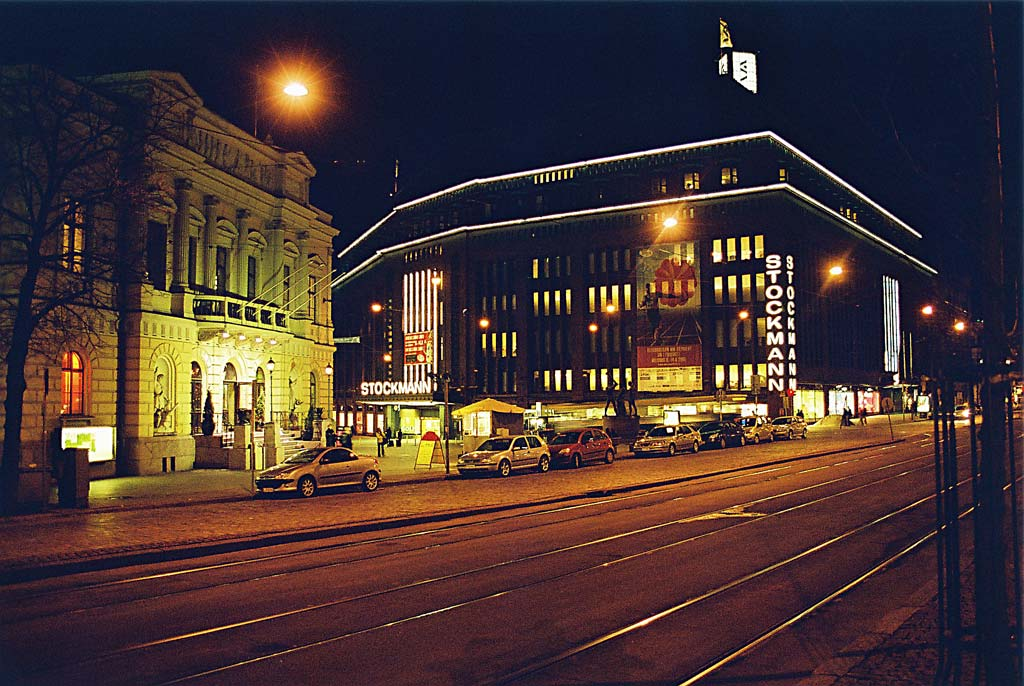
Typischer Lichthofeffekt bei einer Nachtaufnahme

Als Lichthof bezeichnet man einen fotografischen Effekt, der überwiegend in der Nachtfotografie und in Aufnahmesituationen mit starkem Gegenlicht auftritt. Spitzlichter erhalten eine Überstrahlung um die Lichtquelle herum. Der Lichthofeffekt tritt gleichermaßen bei der Fotografie auf Film und bei digitaler Kameratechnik auf. Bei digitalen Kameras spricht man von Blooming.
Bei der Fotografie auf Film unterscheidet man Diffusionslichthöfe, die durch chemische Diffusion im Film entstehen, was damit eine Überstrahlung um die Lichtquelle, die nach außen langsam abnimmt, hervorruft, sowie in Reflexionslichthöfe, die durch Reflexion des Lichts an der Trägerschicht des Films entstehen und einen Ring in Form eines Halo um die Lichtquelle bilden. Diffusionslichthöfe sind bei modernen Filmen durch dünnere Emulsionsschichten geringer geworden, gegen Reflexionslichthöfe wird das Trägermaterial leicht eingefärbt (sogenannte Greybase) oder, insbesondere bei Planfilmen oder bei Umkehrfilmen mit klarem Träger, mit einem reflexionsmindernden Unter- oder Rückguß versehen, der bei der Verarbeitung entfärbt oder entfernt wird.
Der Lichthofeffekt kann durch Wahl einer größeren Blendenzahl etwas reduziert werden. Korrekte Nachtaufnahmen mit direktem Gegenlicht bedürfen einiger fotografischer Erfahrung, da übliche Belichtungsmeßsysteme für solche Situationen nicht ausgelegt sind.
Der Lichthofeffekt kann mittels spezieller Effektfilter erzeugt oder verstärkt werden.

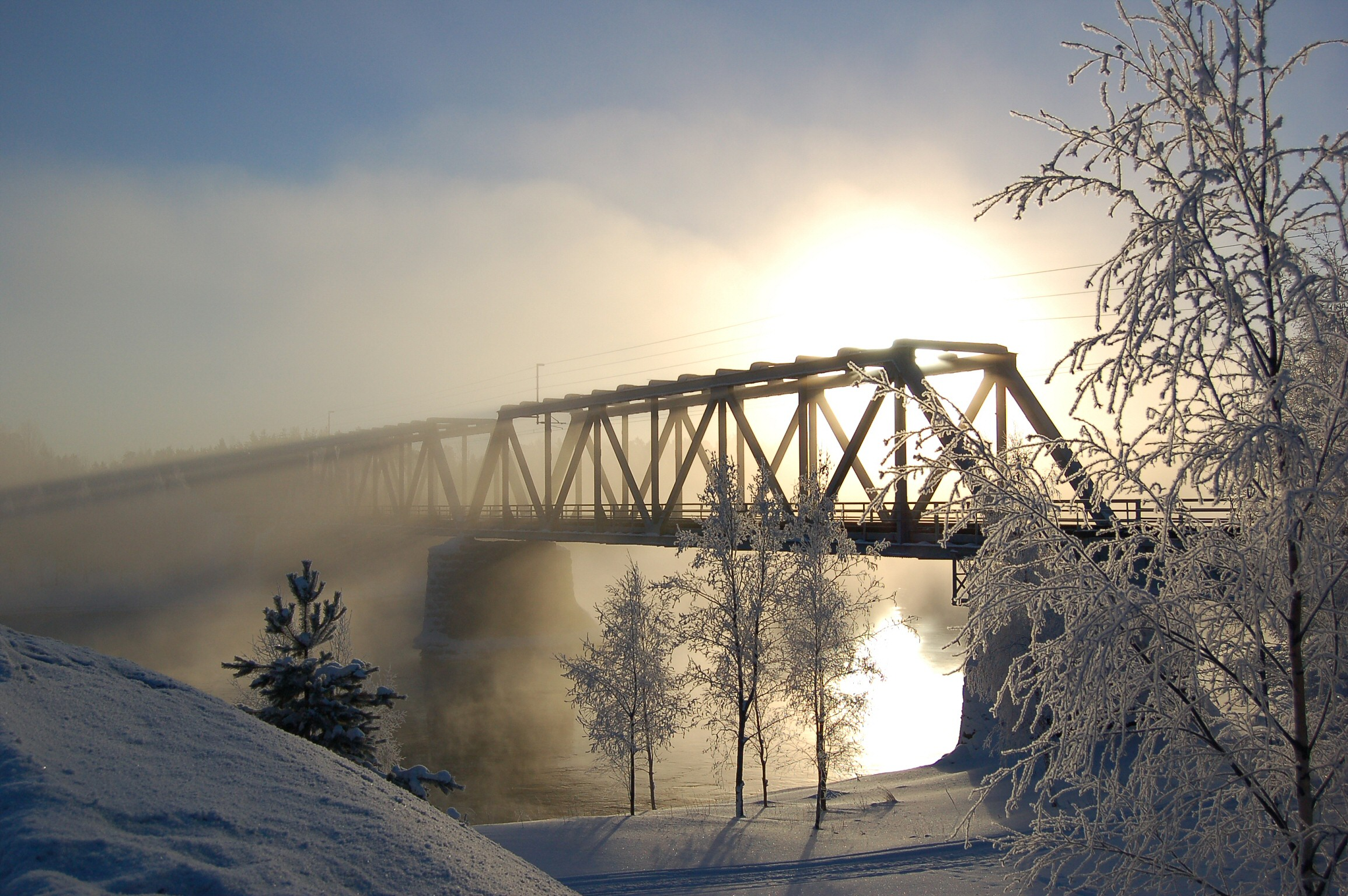
Starker Lichthof bei direkter Gegenlichtaufnahme gegen die Sonne
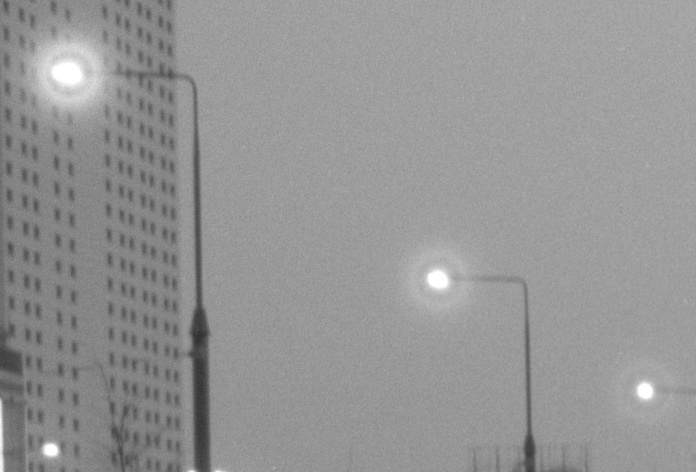
Diffusionslichthöfe und ringförmige Reflexionslichthöfe (Ausschnittvergrößerung)
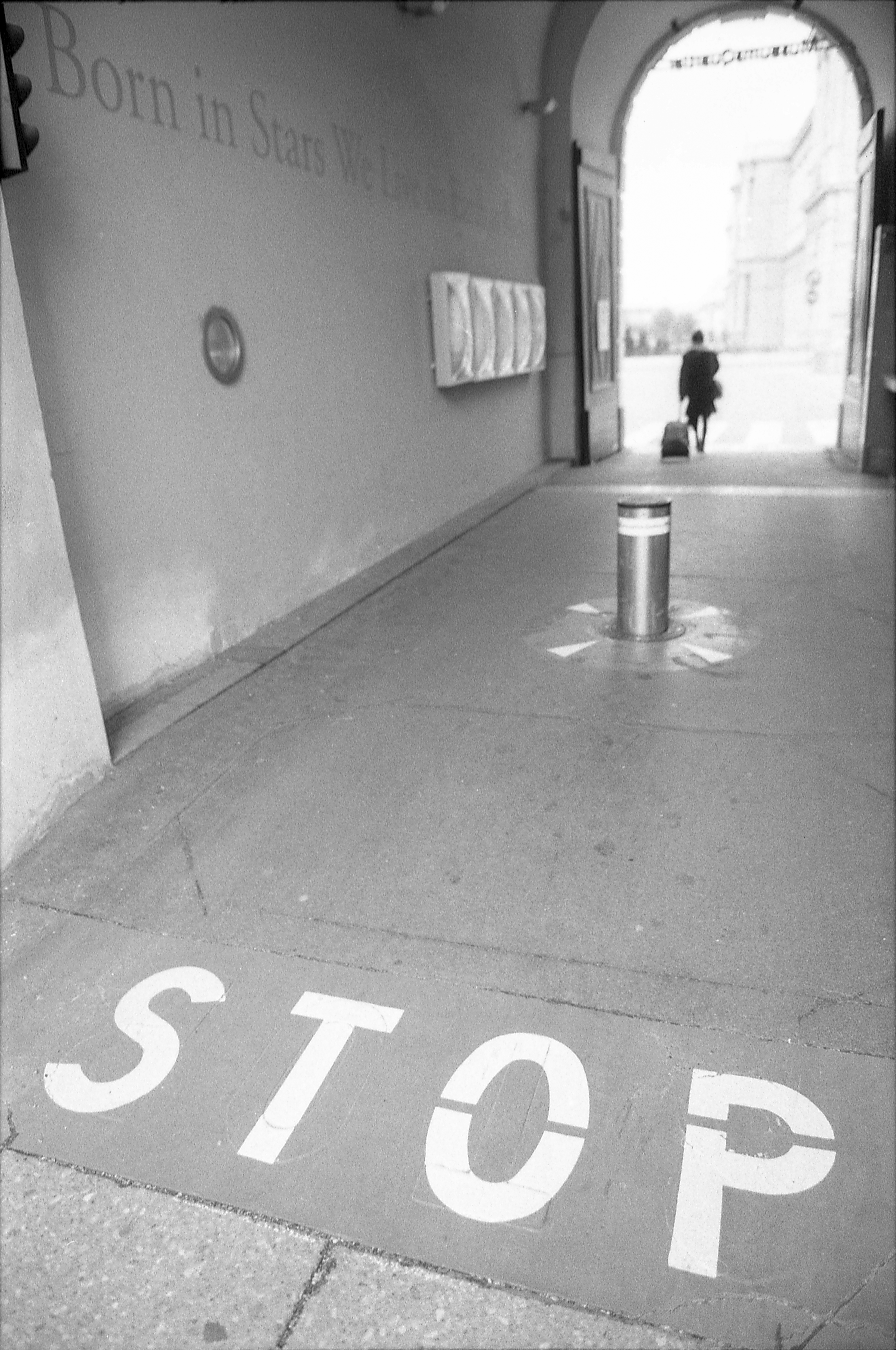
Lichthof durch starke Helligkeitskontraste beim Schwarzweißfilm